# 信姓
信姓是中文姓氏之一。

## 起源
战国时期魏国信陵君魏无忌曾窃符救赵；又曾率关东诸侯，败秦国与函谷关下。而后魏国为秦国所灭，信陵君后人中有一支隐姓埋名，以祖先封号作为姓氏，是为信氏起源。

## 外部連結
[在维基数据编辑]